# Эсслемонт, Иан Кэмерон
Иан Кэмерон Эсслемонт (англ. Ian Cameron Esslemont, родился в 1962) — канадский писатель-фантаст. По образованию археолог, работал в юго-восточной Азии, жил в Таиланде и Японии. Сейчас проживает на Аляске с женой и тремя детьми, работает над диссертацией по английской литературе.
Совместно со Стивеном Эриксоном разработал мир Малазанской империи, который лёг в основу серии книг С. Эриксона «Малазанская книга павших» (Malazan Book of the Fallen), первый том которой («Сады луны») вышел в 1999 году.
Сам Эсслемонт издал свою первую книгу — «Ночь ножей» (Night of Knives) — в 2005 году. Она рассказывает о событиях, предшествовавших сюжету «Садов луны». Действие второго романа, «Возвращение Багряной гвардии» (Return of the Crimson Guard) происходит после событий шестого романа С. Эриксона, «Охотники за костями» (The Bonehunters). В 2008 году Эсслемонт подписал с издательством Transworld контракт ещё на четыре книги серии .

## Романы из серии «Малазанская книга павших»
- Ночь ножей (Night of Knives, 2005)
- Возвращение Багряной гвардии (Return of the Crimson Guard, 2008)
- Камнедержец (Stonewielder, 2010)
- Держава, Скипетр, Трон (Orb, Sceptre, Throne, 2012)[4]
- Кровь и кости (Blood and Bone, 2012)
- Ассайл (Assail, в печати, 2014)